# کنات راینهارت
کنات راینهارت (انگلیسی: Knut Reinhardt؛ زادهٔ ۲۷ آوریل ۱۹۶۸) بازیکن فوتبال اهل آلمان است.
از باشگاه‌هایی که در آن بازی کرده‌است می‌توان به باشگاه فوتبال بروسیا دورتموند، باشگاه فوتبال بایر ۰۴ لورکوزن، و باشگاه فوتبال نورنبرگ اشاره کرد.
وی همچنین در تیم‌های ملی فوتبال زیر ۲۰ سال آلمان، زیر ۲۱ سال آلمان، و آلمان بازی کرده‌است.